# Ralph Carney
Ralph Carney (23. ledna 1956 – 16. prosince 2017) byl americký hudebník. Hrál primárně na saxofon a klarinet a rovněž zpíval. Od osmdesátých let spolupracoval s Tomem Waitsem, hrál například na jeho albech Rain Dogs (1985), Bone Machine (1992) a Mule Variations (1999). Dále spolupracoval například s Jonathanem Richmanem (Her Mystery Not of High Heels and Eye Shadow a Not So Much to Be Loved as to Love). Během své kariéry spolupracoval s mnoha dalšími hudebníky, mezi něž patří například Tin Huey, Galaxie 500, St. Vincent a Bill Laswell. Rovněž vydal několik sólových alb. Jeho synovcem byl bubeník Patrick Carney, člen skupiny The Black Keys. Ralph Carney hostoval na albu této kapely, Attack & Release (2008). Dvojice spolu rovněž složila hudbu k seriálu BoJack Horseman (2014).